# 韩麦扫日
韩麦扫日（1918年—），男，撒拉族，青海循化人，中国伊斯兰教人物，曾任中国伊斯兰教协会副会长，第六。七届全国政协委员。